# Магомедов, Магомед-Наби Абдулбариевич
Магомед-Наби Абдулбариевич Магомедов (15 июля 1971, Махачкала, Дагестанская АССР, РСФСР, СССР) — советский и российский борец вольного стиля, призёр чемпионата СССР.

## Спортивная карьера
Вольной борьбой начал заниматься с 1982 года. Воспитанник спортивной школы ШВСМ Махачкалы, занимался у Батал-Мухамеда Гаджиева. В 1991 году стал бронзовым призёром чемпионата СССР в Запорожье. 

## Личная жизнь
В 1988 году окончил школу № 34 в Махачкалы. В 1993 году окончил Дагестанский государственный педагогический университет.

## Достижения
- Чемпионат СССР по вольной борьбе 1991 — ;